# Morro dos Cavalos
O Morro dos Cavalos é uma montanha localizada no estado de Santa Catarina, situada no município de Palhoça, na região metropolitana da Grande Florianópolis, e é atravessado pela rodovia BR-101, uma das principais vias de ligação do litoral brasileiro. Além de sua relevância geográfica e estratégica, a região tem grande importância histórica e cultural, sendo tradicionalmente habitada por comunidades indígenas do povo Guarani, que mantêm uma forte relação com o território há gerações.

## História
Quando os portugueses começaram a explorar o litoral da então chamada Terra de Santa Cruz e passaram por Santa Catarina em 1515, encontraram na região os Guarani, identificados por eles como Carijós. Esse povo já habitava vastas regiões que se estendiam desde o atual Mato Grosso até a Lagoa dos Patos, no Rio Grande do Sul, tendo como centro de sua organização o território que hoje corresponde ao Paraguai. Assim como fizeram com diversos outros povos originários, os Guarani receberam os recém-chegados de forma pacífica. Eram visitantes desconhecidos, em embarcações igualmente desconhecidas, mas foram acolhidos com hospitalidade. Foi apenas com o tempo que os Guarani perceberam que aqueles forasteiros não vinham apenas para visitar, e sim para ocupar — e isso motivou o deslocamento de muitos grupos para o interior do território.
A presença portuguesa em terras Guarani no que hoje é Santa Catarina só começou a se intensificar por volta de 1650, inicialmente em São Francisco do Sul e, posteriormente, na região de Desterro, atual Florianópolis, e áreas vizinhas.
O processo formal de homologação da Terra Indígena Morro dos Cavalos teve início em 1993, mas a mobilização da comunidade começou ainda antes, por volta de 1985, portanto, anterior até mesmo à Constituição Federal de 1988. Em 1995, após um primeiro estudo técnico, a Funai sugeriu a demarcação de 121 hectares como terra indígena. No entanto, essa área foi considerada insuficiente pelas famílias da comunidade, que passaram a reivindicar participação ativa nas discussões. Foi nesse contexto que se intensificaram as Aty Guasu — grandes assembleias coletivas da etnia Guarani. Em 2002, com a reformulação dos critérios para demarcação, um novo estudo foi realizado, resultando na proposta de 1.988 hectares. Essa delimitação considerou aspectos essenciais à vida da comunidade, como locais de caça, pesca, coleta de insumos para artesanato, construção de moradias, cultivo de plantas medicinais e outros espaços fundamentais ao modo de vida Guarani M’bya (mbya reko).
Em 2008, o Ministério da Justiça reconheceu oficialmente essa área como terra indígena tradicional. Desde então, resta apenas a etapa da homologação presidencial para que o processo seja concluído.
Apesar dos avanços, o caminho não foi livre de dificuldades. O processo foi marcado por controvérsias, resistências e tensões, muitas vezes acompanhadas de manifestações de preconceito e incompreensão. Houve oposição de setores políticos e de algumas famílias não indígenas da região, algumas das quais adquiriram terras de boa-fé, enquanto outras não tinham a mesma legitimidade. Foram anos de disputas, nas quais a comunidade Guarani teve de enfrentar tanto desafios judiciais quanto situações de conflito com vizinhos, além de se deparar com entraves impostos pelo próprio Estado, que, em certos momentos, manifestou interesse em utilizar a área para obras de infraestrutura, como estradas e túneis.

## Infraestrutura
O Morro dos Cavalos ocupa uma posição estratégica no contexto da malha viária de Santa Catarina, pois é atravessado pela BR-101, uma das principais rodovias do país. Esse trecho da rodovia é fundamental para a conexão entre o sul do estado e a capital, Florianópolis, além de ligar esse eixo ao norte catarinense e ao restante do litoral brasileiro. 
A construção de túneis no trecho da BR-101 que atravessa o Morro dos Cavalos tem sido tema de discussão recorrente, principalmente devido aos deslizamentos de terra que, com certa frequência, causam interrupções no tráfego e oferecem riscos à segurança viária. Embora a obra estivesse inicialmente prevista no projeto de duplicação da rodovia, acabou sendo postergada, sendo adotadas medidas provisórias, como a implantação de terceiras faixas e redutores de velocidade.
Em abril de 2024, a pauta voltou a ganhar destaque após um deslizamento bloquear temporariamente a BR-101 no local. A rodovia é considerada um eixo fundamental para a região , por onde circula grande parte da produção industrial do sul catarinense. Ainda assim, o segmento que passa pelo Morro dos Cavalos continua sendo um ponto crítico, conhecido pela ocorrência de acidentes, frequentemente associados a instabilidades geológicas.
Segundo especialistas, a construção de um túnel seria uma alternativa eficaz para melhorar as condições de segurança e fluidez no tráfego da região. Nesse contexto, o Governo Federal anunciou a inclusão da obra no novo contrato de concessão da BR-101, sob administração da concessionária Arteris Litoral Sul. A decisão foi comunicada durante reunião do Fórum Parlamentar Catarinense com representantes do Ministério dos Transportes e da Agência Nacional de Transportes Terrestres (ANTT), realizada em Brasília.
O contrato atual da concessionária, com vigência até 2032, poderá ser prorrogado por mais 15 anos, o que viabilizaria a execução de obras de infraestrutura, incluindo o túnel no Morro dos Cavalos. A previsão é de que as intervenções se iniciem nos próximos anos, com cronogramas a serem definidos conforme os avanços dos estudos técnicos e dos processos licitatórios.

## Ocorrências
A região é conhecida por concentrar um número significativo de acidentes ao longo dos anos, resultado tanto de fatores naturais quanto de ações humanas. As características geográficas do local, com relevo acidentado e propenso a deslizamentos, somam-se ao intenso fluxo de veículos na BR-101, que corta a área. Esses elementos tornam o trecho especialmente sensível a ocorrências, variando desde acidentes causados por instabilidade do terreno até colisões e tombamentos provocados por imprudência ou falhas mecânicas.

### Interdição em 2024
A rodovia ficou totalmente interditada por mais de 48 horas devido à queda de barreiras, afundamento da pista e abertura de crateras, resultado das fortes chuvas que atingiram a região, no começo de abril de 2024. Nenhum veículo conseguia transitar pelo local, que é a principal ligação entre o Rio Grande do Sul, Santa Catarina e o restante do país, causando impacto direto no fluxo logístico da região Sul.
Mesmo após a liberação parcial da via, houve recomendações da Polícia Rodoviária Federal (PRF) que os motoristas evitassem o trecho, já que o tráfego seguia lento e a chuva continuava. Diante da situação, a concessionária Arteris Litoral Sul disponibilizou estrutura de apoio, como banheiros e água potável, para os motoristas retidos na fila. A demora no tráfego também provocou prejuízos no transporte de cargas perecíveis, com de perdas de alimentos e mercadorias.

### Tombamento de Caminhão Carregado com Etanol
Na tarde do domingo, 6 de abril de 2025, um grave acidente interditou o trecho da BR-101 no Morro dos Cavalos. Um caminhão carregado com etanol tombou, explodiu e provocou um incêndio que atingiu 21 carros, três carretas e o próprio veículo que causou o acidente. Cinco pessoas ficaram feridas, e o trecho precisou ser completamente bloqueado para o resgate das vítimas e a limpeza da pista.
A liberação da rodovia ocorreu somente na manhã de segunda-feira, 7 de abril, após mais de 15 horas de trabalho das equipes de emergência. A gravidade do incêndio, somada à presença de material altamente inflamável,  dificultou os procedimentos no local. Segundo a Polícia Rodoviária Federal (PRF), o bloqueio foi necessário para garantir a segurança dos envolvidos e evitar novos riscos. Mesmo após a liberação, ainda havia lentidão no trânsito na região por volta das 9h40.
A Polícia Rodoviária Federal (PRF) irá elaborar um Laudo Pericial de Acidente de Trânsito (LPAT) para apurar as circunstâncias do grave acidente ocorrido no Morro dos Cavalos. De acordo com a PRF, a cabine do caminhão-tanque foi totalmente consumida pelo fogo, o que resultou na destruição do tacógrafo — equipamento responsável por registrar a velocidade e o tempo de condução do veículo. Com isso, a velocidade do caminhão no momento do acidente deverá ser estimada com base em vestígios técnicos e informações levantadas pela equipe de perícia.
A operação de atendimento à ocorrência contou com a atuação conjunta de diversas instituições. Estiveram no local equipes do Corpo de Bombeiros, da Polícia Rodoviária Federal, da Polícia Militar, da Defesa Civil e do Serviço de Atendimento Móvel de Urgência (SAMU), além de três ambulâncias e três guinchos disponibilizados pela concessionária responsável pela rodovia.

## Terra Indígena
Há cerca de 600 indígenas da etnia Guarani M’bya que vivem atualmente na Terra Indígena Morro dos Cavalos, e que aguardam a homologação da demarcação de um território de 1.988 hectares, reconhecido como de ocupação tradicional conforme previsto na Constituição Federal. Desde 2008, a comunidade espera a assinatura do presidente da República, ato que garantirá oficialmente a posse permanente da área aos seus ocupantes originários. Esse reconhecimento já foi formalizado pela Portaria nº 771/2008, do Ministério da Justiça, que declarou a área como território indígena tradicional.
Enquanto o processo de homologação segue pendente, a comunidade resiste diante de diversos desafios, como invasões por posseiros, pressões de empreendimentos imobiliários, desmatamentos ilegais e a persistência do preconceito contra os povos indígenas. Um dos símbolos dessa resistência é a realização da Semana Cultural, que já acontece há 15 anos.
A aldeia indígena presente no Morro dos Cavalos é denominada como Itaty.